# Blato, Mljet
Blato je manjše naselje na otoku Mljetu (Hrvaška). Spada pod občino Mljet, ki je del Dubrovniško-neretvanske županije.
Blato leži v notranjosti severozahodnega dela otoka. Naselje je z lokalno cesto povezano z okoli 4 km oddaljenim zaselkom Kozarica v katerem ima svoj pristan.
V okolici Blata pridelujejo zelenjavo in razno sadje in so največji pridelovalci teh dobrin na otoku. Število stalnih prebivalcev je po podatkih iz leta 1991 v naselju 77.

## Demografija
| Pregled števila prebivalcev po letih | Pregled števila prebivalcev po letih | Pregled števila prebivalcev po letih | Pregled števila prebivalcev po letih | Pregled števila prebivalcev po letih | Pregled števila prebivalcev po letih | Pregled števila prebivalcev po letih | Pregled števila prebivalcev po letih | Pregled števila prebivalcev po letih | Pregled števila prebivalcev po letih | Pregled števila prebivalcev po letih | Pregled števila prebivalcev po letih | Pregled števila prebivalcev po letih | Pregled števila prebivalcev po letih | Pregled števila prebivalcev po letih |
| ------------------------------------ | ------------------------------------ | ------------------------------------ | ------------------------------------ | ------------------------------------ | ------------------------------------ | ------------------------------------ | ------------------------------------ | ------------------------------------ | ------------------------------------ | ------------------------------------ | ------------------------------------ | ------------------------------------ | ------------------------------------ | ------------------------------------ |
| 1857                                 | 1869                                 | 1880                                 | 1890                                 | 1900                                 | 1910                                 | 1921                                 | 1931                                 | 1948                                 | 1953                                 | 1961                                 | 1971                                 | 1981                                 | 1991                                 | 2001                                 |
| 107                                  | 93                                   | 78                                   | 118                                  | 119                                  | 160                                  | 204                                  | 227                                  | 174                                  | 165                                  | 141                                  | 107                                  | 91                                   | 77                                   | 46                                   |